# 타탕카 이요타케
타탕카 이요타케(라코타어: Tȟatȟáŋka Íyotake [tˣaˈtˣə̃ka ˈijɔtakɛ], 1831년 경 ~ 1890년 12월 15일)는 라코타족이 미국 정부와 맞선 시기 라코타족의 한 갈래인 훙크파파족(라코타어: Húŋkpapȟa, 원을 이룬 부족들의 끝자락 부족)의 지도자였다. 영어권에선 그의 이름을 직역한 시팅 불(Sitting Bull, 앉은 소)로 널리 알려졌다.
1876년 제7 기병연대와 샤이엔족과 라코타족의 연합 부대가 맞서 싸운 리틀빅혼 전투를 승리로 이끌었다. 이 전투는 아메리카 원주민이 미군을 상대로 거둔 몇 안되는 승리이다. 타탕카 이오타케는 전투 전에 많은 병사들이 라코타족 진영에 매뚜기떼처럼 뛰어들어오는 환영을 보았다고 한다. 제7 기병연대는 전투 끝에 궤멸하였다. 미국 정부는 수천의 병력을 추가로 파병하여 라코타족의 항복을 압박하였다. 타탕카 이오타케는 기병대에게 쫓기는 와중에도 항복을 거부하고 1877년 5월 오늘날 캐나다의 서스캐처원주에 해당하는 노스웨스트 영토의 우드산으로 무리를 이끌었다. 라코타족은 1881년까지 이곳에 머물다가 미군에 항복하기로 하고 다시 미국 영토로 돌아왔다. 항복한 아메리카 원주민들은 뿔뿔히 나뉘어 수감되어 고문을 겪는 피해를 입었다. 이들은 1883년 스탠딩락 인디언 보호구역에 정착하였다.
1885년 타탕카 이오타케는 버펄로 빌이 이끄는 《버펄로 빌의 와일드 웨스트》 쇼에 출연하였다. 그의 출연은 세간의 관심을 끌었으며 그가 공연중에 라코타어로 외친 말에 대해서는 설왕설래가 많았다. 어떤 이는 "백인을 증오한다"라는 뜻이었다고 주장하였다. 그는 쇼를 마치고 스탠딩락으로 돌아왔다.
타탕카 이오타케가 나니사나흐 운동을 지지한다는 소문이 돌았다. "유령 춤"이라고도 불린 이 군무(群舞) 운동은 그간 미국 정부에 의해 희생된 아메리카 원주민들의 원혼을 달래고 네이션을 넘어 단결을 꾀하는 운동으로 신흥 종교적인 성격을 갖고 있었다. 인디언 관리국의 인디언 요원이었던 흰머리(White Hair) 제임스 맥러플린은 타탕카 이오타케의 체포를 지시하였다. 그의 지지자들과 경찰이 충돌하는 와중에 타탕카 이오타케는 스탠딩락 경찰관이었던 인디언 요원 타탕카파(Tȟatȟáŋka Pȟá, 황소 머리)와 창크피 두타(Čhaŋȟpí Dúta, 붉은 도끼)가 쏜 총탄에 옆구리와 머리를 맞았다. 그의 시신은 인근의 예이츠 요새로 운구되어 묻혔다.
1953년 라코타족 사람들은 타탕카 이오타케의 무덤을 그의 고향인 사우스다코타주의 모브리지로 이장하였다.

## 출생과 성장
타탕카 이오타케는 훗날 다코타 준주가 되는 북아메리카 중서부에서 태어났다. 그가 태어날 무렵 이 지역은 아직 미합중국의 영토가 아니었다. 타탕카 이오타케가 태어난 장소가 정확히 어디인지는 알 수 없지만, 2007년 그의 증손자는 집안에서 전해오는 이야기로 오늘날 몬타나주 마일시티에 해당하는 옐로스톤강 근처라고 들었다고 말하였다. 태어날 당시 이름은 뛰는 오소리였고 언행이 신중하였기 때문에 훙케시니(Húŋkešni, 느림보)라는 별명으로 불렸다고 한다. 14세가 되던 해 라코타족 전사가 되었다. 그의 첫 임무는 아브소르카족의 말을 빼앗아 오는 것이었다. 그는 용감히 뛰어들어 상대 전사 한 명을 무찔렀고 이로서 무찌른 적의 수를 나타내는 카운팅 쿱을 새길 수 있었다. 그의 아버지와 삼촌은 매우 기뻐하면서 아이의 이름을 타탕카 이오타케로 바꾸어 축하하였다. 이 말은 라코타어로 자신의 자리에 앉아 무리 너머를 보는 들소라는 뜻이다. 훗날 이 이름이 영어로 간단히 직역되어 "시팅 불"로 알려지게 되었다. 그의 아버지 이름이 뛰는 소였기 때문에 이 축하 의식은 사실상 후계자에 대한 공인 의식이었다고 할 수 있다. 그는 머리에 독수리 깃을 꽂고 전사의 말을 받았으며 아버지는 들소 가죽으로 만든 방패에 아들이 라코타 전사로서 살아갈 여정을 표시하였다.
1862년 미국 정부와 수족 사이에는 다코타 전쟁이 벌어졌지만 타탕카 이오타케의 부족은 이에 관여하지 않았다. 다코다 전쟁은 미국 정부가 중남부 미네소타주의 흉작으로 굶주리고 있던 다코타족의 요구를 받아들이지 않자 이들이 3백명에서 8백명 사이의 서부 정착민들과 병사를 살해하여 일어난 사건으로 당시 미합중국 육군은 남북 전쟁으로 여력이 없는 상황이었다. 미군은 1864년이 되어서야 다코타족을 진압하였다. 타탕카 이오타케의 라코타족은 이일에 관여하지 않았지만 2천2백명의 병사를 이끌고 나선 앨프레드 셜리 장군은 둘을 구분하지 않고 공격하였고, 킬디어산 전투에서 다코타족과 라코타족은 연합하여 미군에 맞서야 하였다. 타탕카 이오타케는 라코다의 피지(라코타어: Phizí, 쓸개), 다코다의 잉크파두타(다코타어: Iŋkpáduta, 붉은 점)와 함께 방어를 지휘하였다. 라코타와 다코타는 밀려났지만 8월의 배드랜즈 전투까지 소규모 전투를 이어나갔다.
9월에 들어 타탕카 이오타케는 백여명의 라코타 훙크파파들과 함께 오늘날 노스다코타주의 마르머스 인근에 모였다. 그들은 제임스 L. 피스크 대위가 이끄는 마차 행렬을 기습하기로 하였다. 이 기습에서 타탕카 이오타케는 엉덩이에 총상을 입었다. 왼쪽 엉덩이를 파고든 총알은 등쪽으로 빠져나갔지만 부상은 심하지 않았다.

## 붉은 구름 전쟁
1866년부터 1868년까지 라코타족의 일원인 오걸랄라는 마흐피야 루타(라코타어: Maȟpíya Lúta, 붉은 구름)를 지도자로 삼아 미군과 싸웠고 몬타나의 파워 리버 카운티에 있는 요새를 점령하였다. 마흐피야 루타의 지원을 받은 타탕카 이오타케는 버솔드, 스티븐슨, 버포드와 같은 요새를 여러 차례 공격하였다. 당시 아메리카 원주민의 봉기는 붉은 구름 전쟁으로 불린다.
1868년 초 미국 정부는 아메리카 원주민과의 충돌을 평화적으로 마무리하려고 하였고, 마흐피야 루타가 요구한 필키르니, C. F. 스미스 요새의 철수를 승락하였다. 피지는 1868년 7월 2일 라코타의 다른 일원이었던 시하사파(라코타어: Sihásapa, 검은 발), 다코타의 일원이었던 양크톤의 훙크파파들을 대표하여 라라미 요새 조약에 서명하였다. 이 조약은 사우스다코다주를 중심으로 한 그레이트 수 보호구역을 설치하고 이 지역이 아메리카 원주민의 영토임을 인정하는 것이었다. 보호구역에는 그레이트 수 네이션을 이루는 오체티 샤코윙(수어: Oceti Sakowin, 일곱 원로회의 모닥불)의 수족들이 정착하게 된다. 타탕카 이오타케는 이 조약을 인정하지 않았는데 그는 당시 정부측의 연락책이었던 예수회 선교사 피에르 장 드스메에게 "나는 내 나라의 작은 일부라도 팔 생각이 없다"고 말했다. 타탕카 이오타케는 이후 1860년대에서 1870년대를 지나는 동안 미주리주 등지에서 치고 빠지는 공격을 구사하며 미군과 싸움을 계속하였다.
붉은 구름 전쟁이 있었던 1866년에서 1868년 사이의 사건들은 타탕카 이오타케의 삶 중에서도 논쟁이 있는 기간이다. 사학자 스텐리 베스탈은 1930년대까지 생존해 있던 훙크파파와 인터뷰를 통해 당시 타탕카 이오타케는 전체 수족의 최고 추장이었다고 밝혔지만, 후대의 사학자들과 민족학자 들은 이러한 주장이 과장이라고 본다. 당시 타탕카 이오타케가 속한 라코타족은 서로 다른 여러 갈래의 하위 그룹으로 나뉘어 있었고, 이들은 심지어 전쟁이 진행되는 중에도 느슨한 연대 외에는 각자 독자적인 사회를 이루고 있었기 때문이다.

## 블랙힐스 전쟁

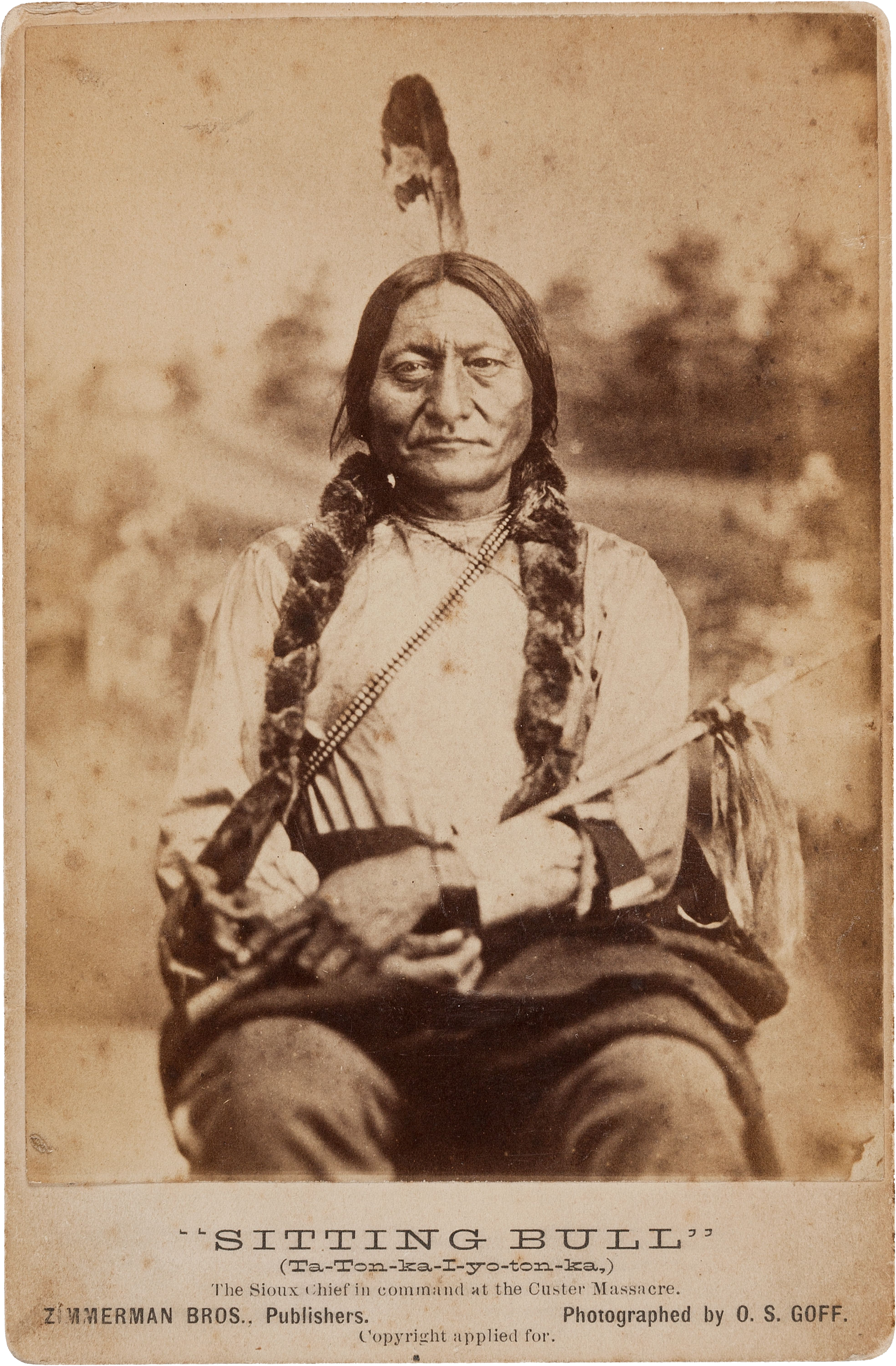
1881년 캐비닛 카드로 제작된 타탕카 이오타케의 초상 사진

타탕카 이오타케가 이끄는 라코타족 전사들은 1860년대 내내 "백인" 이주자 정착지와 요새들을 공격하였다. 1871년 노던 퍼시픽 레일웨이가 대평원 북부를 관통하는 철도를 놓기 위해 라코타 보호구역을 가로지르는 경로를 측량하였다. 이 철도는 사람과 물자뿐만 아니라 군대도 몰고 들어올 것이 분명하였다. 타탕카 이오타케와 훙크파파들은 측량팀을 공격하여 보호구역 밖으로 몰아내었다. 1873년 측량팀은 군대의 지원을 받으며 다시 들어왔지만 타탕카 이오타케는 "필사적으로" 이들을 저지하였다. 1873년 대불황으로 노던 퍼시픽 레일웨이를 후원하던 제이 쿡과 같은 자산가들이 파산하였고 라코타족, 다코타족, 나코타족과 같은 수족의 영토를 지나던 철도의 부설은 지연되었다.
1848년 시에라네바다 산맥에서 금이 발견되어 극적인 일확천금의 소문이 퍼져 나간 이후, 블랙힐스에 있을 지 모를 금광을 찾아 해메는 사람들은 골드 러시의 물결을 이루었다. 1874년 조지 암스트롱 커스터 준장은 노스다코타주의 비스마르크 근처인 에이브리험 링컨 요새에서 블랙힐스로 행군하여 새 요새를 세우고자 하였다. 미군이 직접 블랙힐스로 향한다는 소식은 사람들에게 그곳에 금광이 있다는 확신을 심어 주었고 유럽계 미국인들은 너도 나도 블랙힐스로 몰려들었다.
타탕카 이오타케는 커스터의 행군과 주둔을 공격하진 않았지만, 미국인들은 원주민 영토였던 블랙힐스에 정착과 채광을 허용하라는 정부에 대한 압박을 늘려가고 있었다. 수족으로부터 블랙힐스를 사들이려는 협상이 결렬되자 워싱턴의 정부는 수족의 영토를 보호하겠다고 약속하였던 1868년 라라미 요새 조약을 비켜갈 방법을 모색하였다. 미국 정부는 타탕카 이오타케를 비롯한 일부 수족의 정착지 공격을 빌미로 삼았다. 1875년 11월 율리시스 S. 그랜트 대통령은 그레이트 수 보호구역 밖에 있는 모든 수족을 예외 없이 보호구역 안으로 이주시키라는 명령을 내렸다. 1876년 2월 1일 미국 내무부는 보호구역 밖에 거주하는 "호전적"인 그룹의 목록을 작성하였다. 내무부가 이들을 "호전적"이라고 인증하였으므로 타탕카 이오타케를 비롯한 보호구역 외부의 수족들에 대한 군사 조치의 근거가 마련되었다.
사학자 마곳 리버티는 많은 구술 기록을 바탕으로 당시 미국 정부를 상대한 아메리카 원주민의 중심 세력은 샤이엔족이라고 분석하였다. 1960년대 동안 중서부 평원에서 진행된 미군과 아메리카 원주민 사이의 무력 충돌은 거칠게 말해 "그레이트 샤이엔족 전쟁"이라고 불려도 손색이 없다는 것이다. 샤이엔족은 주변의 수족들과 동맹을 맺고 미군에 맞섰는데 타탕카 이오타케를 비롯한 많은 라코다족 역시 이러한 동맹 관계에 있었다. 1870년대에 들어서까지 북부 샤이엔족은 이 전쟁에서 두각을 나타내었지만 1876년 미군이 샤이엔 거주지 일곱 곳을 파괴하고 다른 부족들의 거주지도 공격하자 큰 위기를 맞게 되었다.
로버트 M. 우틀리나 제롬 그린과 같은 다른 사학자들은 라코타의 구술 기록을 분석하여 라코타족의 전쟁 동맹은 보다 다양한 관계 속에 이루어지고 있었지만 미국 정부는 "시팅 불" 타탕카 이오타케와 같이 표면적으로 두각을 나타내는 인물을 최우선 표적으로 삼았다고 보았다. 이 때문에 블랙힐스의 관할권을 놓고 벌어진 블랙힐스 전쟁은 "그레이트 수족 전쟁"으로 알려지게 되었다.

### 리틀빅혼 전투

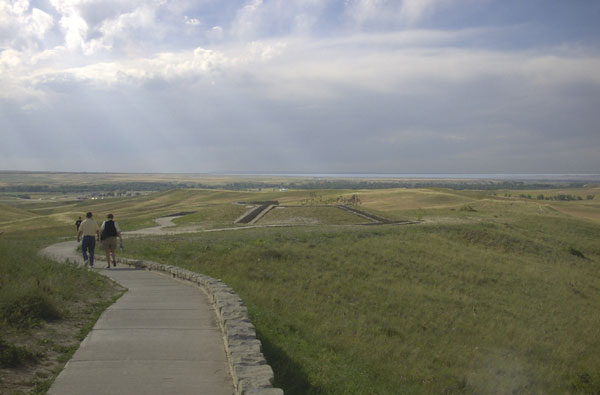
리틀빅혼 전투가 있었던 자리.

1868년에서 1876년 동안 타탕카 이오타케는 아메리카 원주민의 가장 중요한 정치 지도자들 가운데 한 명이 되었다. 라라미 요새 조약과 이에 따른 그레이트 수족 보호구역의 설치 이후 "붉은 구름" 마흐피야 루타를 비롯한 많은 전통적인 수족 전사들은 보호구역 안에 영구적인 거주지를 마련하였지만, 이들이 아메리카 들소와 같은 생활 자원을 얻기에는 보호구역의 면적이 적었으며 그나마 있던 들소의 수도 점차 줄어들고 있는 추세였다. 이런 상황에서 타탕카 이오타케가 조약을 거부하고 수족의 옛 영토 전체에 대한 독립을 주장하자 많은 수족 사람들이 이에 동조하였다.
1875년 북부 샤이엔과 인근의 수족 여러 부족이 태양 춤 행사를 위해 모였다. 샤이엔족의 치료사 "흰 소"(또는 얼음 소)와 라코타의 훙크파파 "앉은 소" 타탕카 이오타케 역시 이 행사에 참여하였고 이들은 함께 저항하기로 약속하였다. 타탕카 이오타케는 모여든 사람들에게 계시를 고했다.
 결정적 순간에 이르자 "앉은 소는 격앙된 목소리로 말하였다. '위대한 영혼이 적들을 우리에게 넘겨주었다. 우리는 그들을 무너뜨릴 것이다. 우리는 그들이 누군지 모른다. 그들은 아마도 병사일 것이다.' 그러자 흰 소 역시 계시를 고했다. '아무도 적들이 어디에 있는지 어느 부족인지 모른다. …… 그러나 곧 밝혀지리라.' "
— 우틀리 1992년: 122–24쪽
이 당시 타탕카 이오타케는 미국 정부에 어떠한 협력도 거부하고 있었기 때문에 다른 부족들과 떨어져 소수의 전사들로 이루어진 무리를 이끌고 대평원에서 따로 살고 있었다. 미국 정부가 조약을 이유로 보호 구역 밖에 살고 있는 아메리카 원주민들을 핍박하자 다양한 부족의 전사들이 타탕카 이오타케의 거주지로 찾아들었다. 그는 유럽계 미국인을 극복할 "강력한 치료"의 힘을 지녔다는 명성을 얻게 되었다.
1876년 1월 1일 미군은 보호구역 밖에 거주하는 "호전적"인 아메리카 원주민에게 보호구역 안으로 이주하라는 최후 통첩을 포고하였다. 미군의 포고에 순종할 생각이 없던 여러 부족의 전사들이 타탕카 이오타케의 거주지로 모여들어 "연합 캠프"를 이루었다. 타탕카 이오타케는 이들에게 보호구역 안으로 정찰보내 함께 싸울 전사를 모집하고 그곳의 훙크파파에게 보급 지원을 요청하도록 하였다. 타탕카 이오타케의 이러한 활동은 주변의 여러 부족에 커다란 영향을 주었는데, 이 해 3월 17일 북부 샤이엔족의 카하마세베오흐타헤(샤이엔어: Kâhamâxéveóhtáhe, 나무 다리)는 거주지가 레이놀드 대위의 기병대에게 공격당하자 타탕카 이오타케가 있는 곳으로 옮겨갔다.
1876년 상반기 동안 타탕카 이오타케의 거주지는 점차 그에게 의탁하러 온 아메리카 원주민들로 커져가 전사와 가족들을 합하여 1만명에 달하게 되었다. 6월 25일 이렇게 커진 마을에 커스터 준장의 군대가 다가왔다. 타탕카 이오타케는 곧바로 전투 사령관의 역할을 맡지는 않았다. 그는 영적 지도자로서 태양 춤을 열었고 이 행사에 자원한 백명의 전사들이 부족을 위한 희생을 상징하는 자신의 살점을 그의 팔에 안겨주었다.
1876년 6월 25일 커스터 준장은 세 개의 대대로 이루어진 제7기병연대를 이끌고 샤이엔과 라코타 부족의 거주지가 있는 리틀빅혼강(라코타족은 이 강을 '기름진 풀밭 강'이라고 불렀다)에 도착하였다. 커스터와 그의 휘하 장교들은 아메리카 원주민의 거주지가 이렇게 클 것이라고는 예상하지 못했다. 보호구역을 벗어나 타탕카 이오타케를 따르는 전사들만 2천명을 헤아리는 규모였다. 타탕카 이오타케의 예언대로 기병대가 거주지로 뛰어들자 전사들이 맞서 싸워 그들을 죽였다. 커스터 연대는 양 측면에서 공격을 받았고 전열이 무너진 채 포위당하였다. 리틀빅혼 전투에서 커스터 연대는 궤멸하였고 커스터 준장 역시 전사하였다.
리틀빅혼 전투는 미군 정규군과 싸워 아메리카 원주민이 승리한 몇 안되는 전투 가운데 하나였다. 그러나 아메리카 원주민들이 승리를 자축할 수 있는 기간은 길지 않았다. 미국 전쟁부는 수족 전사의 역량을 그제야 가늠할 수 있었고 수천명의 병력을 추가로 투입하였다. 이듬해 새롭게 편성된 미군이 라코타족을 압박하기 시작하였다. 미군이 항복을 요구하자 타탕카 이오타케는 이를 거부하고 1877년 5월 자신을 따르는 무리를 국경 넘어 캐나다의 노스웨스트 영토로 이끌었다. 그는 이곳에서 4년 동안 머물면서 돌아갈 기회를 엿보았다. 캐나다 노스웨스트 기마 경찰의 수장이었던 제임스 모로우 월시는 타탕카 이오타케를 만나 그들이 아메리카 원주민에게 적대적으로 대할 생각은 없지만 이곳이 영국령이기 때문에 영국법을 지켜야 한다고 말하였다. 월시는 자신이 관장하는 영토 내에서 누구에게든 공평하게 법률이 보장하는 권리와 정의를 보장할 것이라고 약속하였고 타탕카 이오타케와 막역한 친분을 맺게 되었다.
캐나다에 있는 동안 타탕카 이오타케는 식시카족을 이끌던 이사포오마흐크시카(식시카어: Issapóómahksika, 까마귀 큰 발)도 만났다. 그는 오랫동안 라코타와 샤이엔족의 적이었다. 타탕카 이오타케는 그와 화친을 맺고 평화의 담배를 나누었다. 이사포오마흐크시카는 평화의 상징으로 타탕카 이오타케의 아들에게 자신의 이름을 주었고 타탕카 이오타케는 감동하였다.
캐나다의 정착지는 평화로웠지만 아메리카들소가 부족하여 식량과 자원을 얻기 힘들었다. 게다가 미국 정부는 계속하여 타탕카 이오타케의 송환을 요구하였다. 타탕카 이오타케는 월시를 마지막으로 만나 작별을 고하고 캐나다를 떠났다.

### 항복

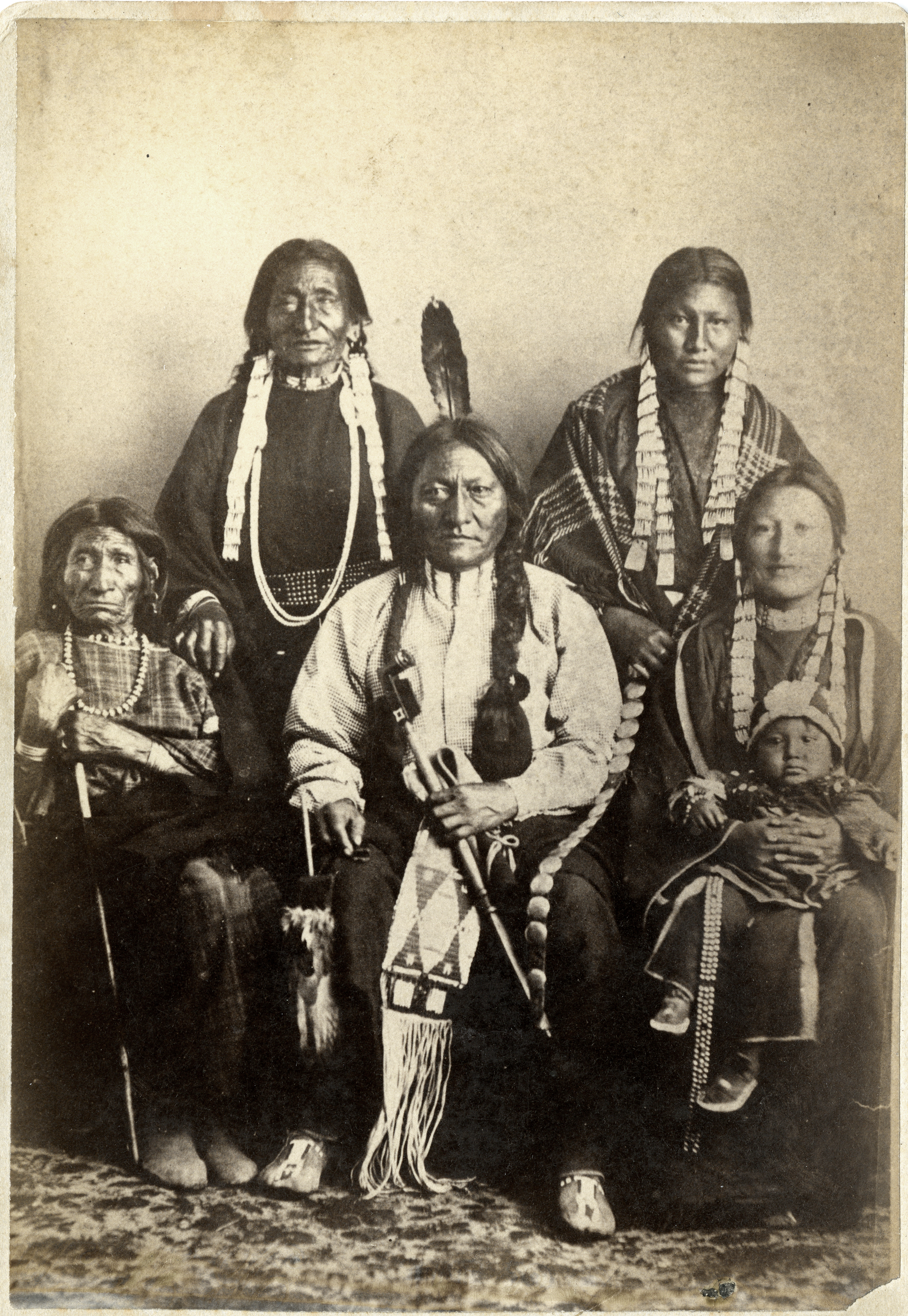
타탕카 이오타케의 가족, 1881년. 누이(왼쪽 뒤), 딸(오른쪽 뒤), 어머니(왼쪽), 타탕카 이오타케, 딸과 외손자(오른쪽)

의관을 갖춘 타탕카 이오타케, 1885년.

식량부족과 절망 속에 타탕카 이오타케는 그의 가족을 포함한 186명의 부족 사람들과 함께 미국으로 돌아왔고 1881년 7월 19일 항복하였다. 타탕카 이오타케의 아들 "까마귀 발"은 자신의 윈체스터 라이플을 버포드 요새의 데이비드 H.
```
브라더턴에게 건내주어 항복 의사를 밝혔다. 타탕카 이오타케는 브라더턴에게 "내가 우리 부족 가운데 총을 쥐고 항복한 마지막 사람이란 걸 기억했으면 한다"고 말했다.
[
5
]
 다음날 요새의 지휘소에선 네 명의 병사와 스무 명의 전사가 모여 작은 기념식을 열었다. 브라더턴은 병사들과 백인을 이제는 친구로 여겨주기를 바랐고, 타탕카 이오타케는 아들에게 세상을 배우는 새로운 방법을 가르쳐 줄 사람이 있는 지 물었다. 그는 아들이 영어를 읽고 쓸 줄 알기를 바랬다. 2주 후 캐나다에 있던 사람들이 모두 모여 오자 타탕카 이오타케는 예이츠 요새로 보내졌고, 
스탠딩록 인디언 보호구역
에 거주하게 되었다.
[
39
]
```

보호구역에 들어가게 된 이후에도 타탕카 이오타케는 다른 훙크파파와 어울리지 못하도록 분리되어 인디언 관리국의 감시를 받았다. 당국은 그가 여전히 문제를 일으킬 수 있다고 생각하였다. 1881년 8월 26일 인구조사원 윌리엄 T. 셀윈이 방문하여 타탕카 이오타케의 직계 가족은 12명이고, 그를 따르는 집단은 41 가구의 195 명이라고 기록하였다.
미군은 이들을 전쟁 포로로 보았고 랜달 요새(오늘날 사우스다코타주의 픽스타운 근처)로 압송하기로 하였다. 172명의 사람들이 미주리강을 따라 운항하는 증기선에 실려 랜달 요새로 보내졌다. 이들은 20개월을 복역한 뒤 1883년 5월 스탠딩락 인디언 보호국으로 보내졌다.
1883년 타탕카 이오타케가 가톨릭으로 개종하여 세례를 받았다는 소문이 돌았지만 그를 담당하던 인디언 요원 제임스 맥러플린은 "내가 아는 한 그런 의식을 치른 적이 없다"고 보고하였다.

## 애니 오클리
1884년 쇼 흥행사 앨버런 맬런은 인디언 요원 제임스 맥러플린의 허가를 받아 타탕카 이오타케를 《시팅 불 커넥션》 쇼에 출연시켜 캐나다와 미국 북부를 순회 공연하였다. 이 공연 중에 타탕카 이오타케는 미네소타에서 애니 오클리를 만났다. 그는 명사수였던 애니 오클리의 묘기 사격을 보고 깊은 인상을 받았고 65 달러(오늘날 가치로 1,850 달러)를 내고 함께 사진을 찍었다. 오클리는 5 피트의 단신에 불과하였지만 무대 위에서 그 누구보다 훌륭한 사격 솜씨를 뽐냈다. 타탕카 이오타케는 오클리가 양 손에 초자연적인 "축복"을 받았다고 생각하였다. 오클리도 타탕카 이오타케를 지극히 존중하였고 1884년 타탕카 이오타케는 오클리를 수양 딸로 삼고 "리틀 슈어 샷"(영어: Little Sure Shot, 귀여운 백발백중)이라는 아메리카 원주민식 이름을 주었다. 오클리는 이후 공연에서 자신의 이름 앞에 수양 아버지가 준 이름을 걸었다.

## 와일드 웨스트 쇼
1885년 타탕카 이오타케는 버펄로 빌이 진행하던 서부극 《버펄로 빌의 와일드 웨스트》 쇼에 출연하였다. 그는 매주 50 달러(오늘날 가치로 1,423 달러)를 출연료로 받았다. 당시 그가 무대 위에서 라코타어로 관객을 저주하였다는 소문이 돌았지만, 사학자 우틀리에 따르면 그런 일은 없었다고 한다. 쇼에 출연하던 당시 타탕카 이오타케는 자신의 자식들이 미국식 교육을 받고 수족과 백인 사이의 가교가 되기를 바랐기 때문에 백인을 저주할 이유가 없었다는 것이다.
그러나 사학자 에드워드 라자러스는 타탕카 이오타케가 1884년 노던 퍼시픽 레일웨이의 완공을 축하하는 공연에서 라코타어로 저주를 한 것은 맞다고 본다. 《로스앤젤레스 타임스》에 칼럼을 쓰던 마이클 힐치크는 "앉은 소가 라코타어로 '나는 백인을 증오한다' …… '너희들은 도둑이고 거짓말쟁이들이다. 너희는 우리 땅에서 우리를 버림받게 만들었다.'고 말했지만 그가 정중한 태도와 친근한 말투로 말했기 때문에 그랜트 대통령을 비롯한 관객이 이를 알아채지 못하였다."고 주장한 바 있다.
타탕카 이오타케는 4 개월 동안 쇼에 출연한 뒤 집으로 돌아왔다. 이 시기 관객들은 그를 낭만주의적인 전사로 바라보았다. 타탕카 이오타케는 사진을 찍고 사인을 남기며 소소한 소득을 올렸지만, 벌어들인 돈의 상당량을 홈리스와 거지들에게 주었다.

## 나니사나흐
타탕카 이오타케가 《버팔로 빌의 와일드 웨스트》 쇼 출연을 끝내고 스탠딩락 관리국에 돌아온 뒤 그와 감시자였던 인디언 요원 맥러프린 사이엔 긴장이 형성되었다. 특히 그레이트 수 보호구역의 일부를 분할하여 매각하고자 하는 일이 생긴 뒤 갈등은 격화되었다. 당시 1889년 인디언 권리 활동가로 전국 인디언 방어 협회(National Indian Defense Association, NIDA)의 회원이었던 캐럴라인 웰던은 뉴욕 브루클린에서 타탕카 이오타케를 찾아와 그의 목소리를 듣고 옹호하였다. 웰던은 어린 아들 크리스티를 데리고 그랜드강에서 타탕카 이오타케의 가족들과 함께 생활하면서 그의 비서를 자처하였다.
1889년 겨울은 혹독하게 추웠고 수족 보호구역은 가뭄에 시달렸다. 파이우트족인 워보카(북부 파우이트어: Wovoka, 나무꾼)는 네바다주 동부에서 대평원에 이르기까지 아메리카 원주민 사이에 새로운 종교 운동인 나니사나흐(카도어: Nanissáanah, 유령의 춤)의 열풍을 불러왔다. 그들은 이 춤 의식을 통해 죽은 선조들을 위로하고 사라진 들소들을 돌아오게 할 수 있다고 믿었다. 스탠딩락 보호구역에 나니사나흐가 전해졌을 때 타탕카 이오타케는 자신의 캠프에 춤추는 사람을 맞아들였다. 그가 춤추는 의식에 참여하지는 않았지만, 사람들은 타탕카 이오타케가 나니사나흐를 지지한다고 여겼다. 이 소식이 전해지자 백인 정착촌은 바짝 긴장하였다.

## 죽음과 무덤

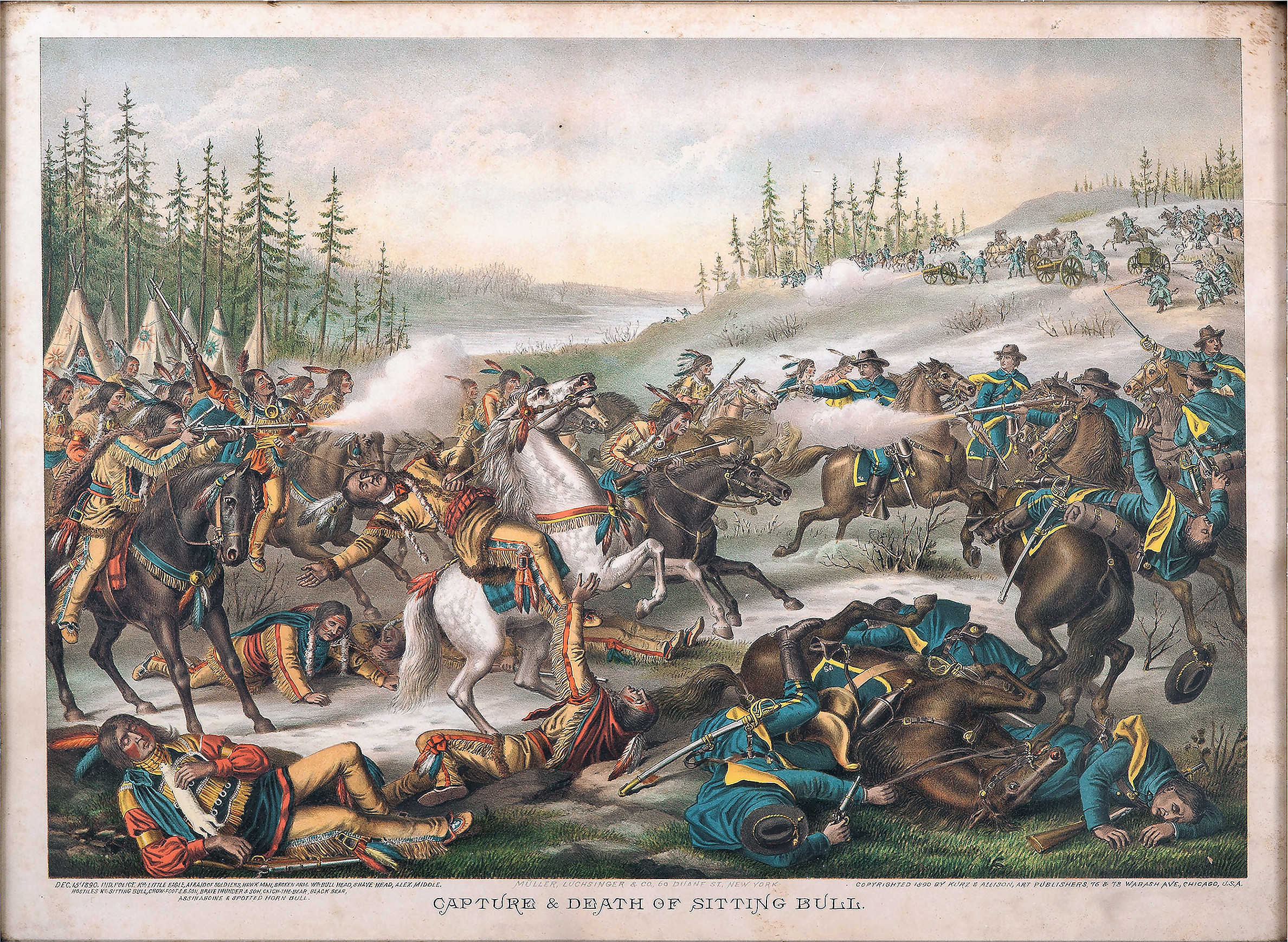
타탕카 이오타케의 죽음을 묘사한 그림

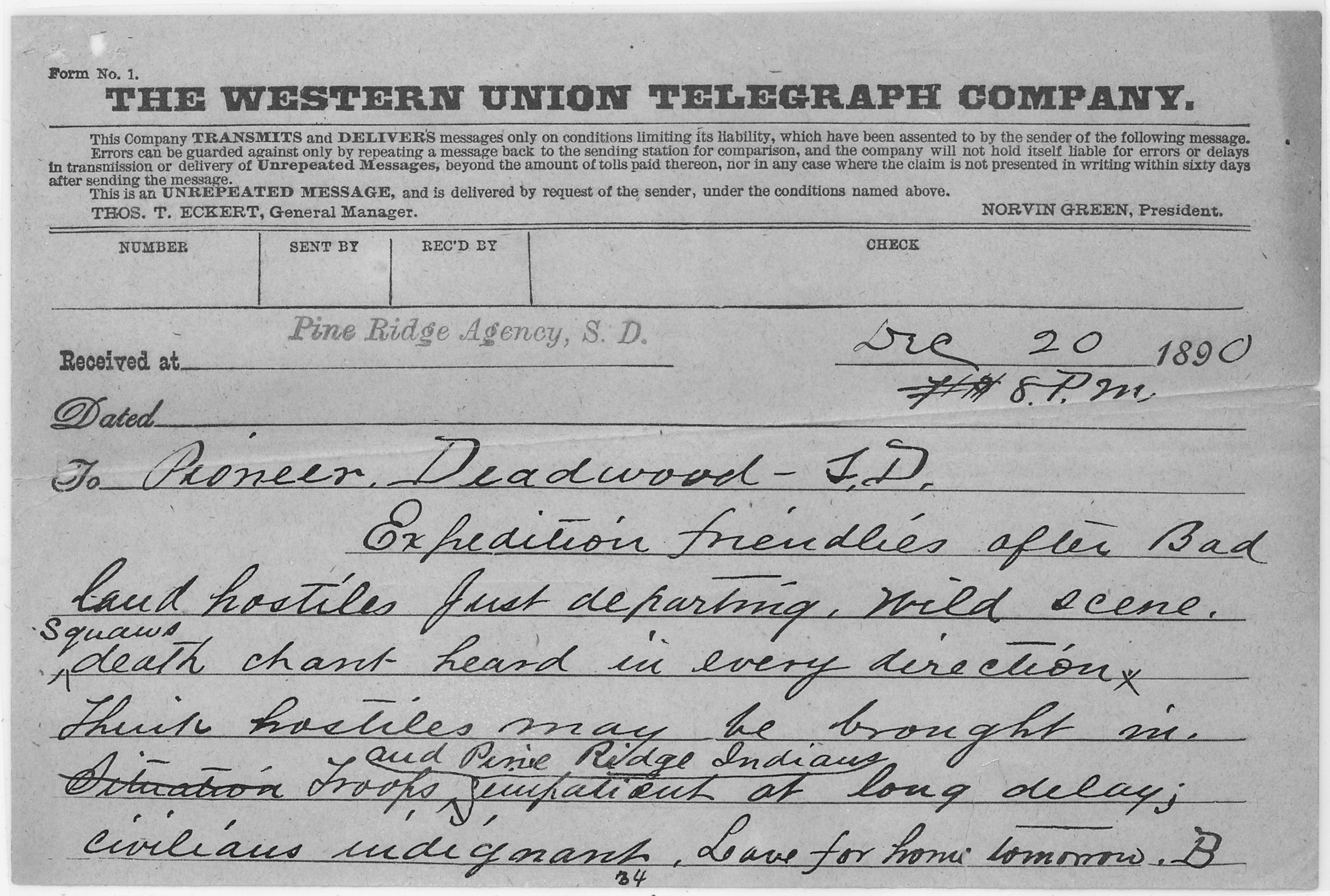
시팅 불의 죽음을 전하는 전보 - 1890년 12월 20일 오후 8시; 브룩 리포트, 혼돈의 상황과 야만적 장면(wild scene); 인디언 여자들의 '죽음의 찬가'가 사방에서 들린다는 내용

1890년 12월 14일 예이츠 요새의 인디언 요원 제임스 맥러플린은 라코타의 지도자가 나니사나흐 무리들과 함께 보호구역을 벗어날 지 모른다는 두려움때문에 타탕카 이오타케를 구속하고자 하였다. 맥러플린은 인디언 요원 경찰관인 헨리 불헤드(원주민 이름 타탕카파 Tȟatȟáŋka Pȟá, 황소 머리)에게 서신을 보내 타탕카 이오타케를 체포할 계획을 전달했다. 체포 작전은 12월 15일 새벽에 기습하여 추종자들이 몰려들기 전에 가볍고 빠른 마차로 그를 빼내오는 것이었다. 불헤드는 마차는 번거로울 수 있으니 곧바로 말등에 태워 빠져나오겠다고 답신하였다.
12월 15일 새벽 5시 30분 39명의 경찰과 4명의 의용대가 타탕카 이오타케의 집을 포위하였다. 불헤드는 노크를 하고 들어가 체포를 알리고 그를 밖으로 데리고 나왔다. 타탕카 이오타케와 아내는 큰 소리로 주변에 상황을 알렸고 인근에 있던 사람들이 몰려들었다. 불헤드는 말 위에 오르라고 명령했지만, 타탕카 이오타케는 그날 인디언 당국과 면담이 있다고 말했고, 다시 집 안으로 들어갈 수 있었다. 타탕카 이오타케가 체포에 불응하자 경찰은 무력을 사용했다. 이 일로 라코타족 마을에선 총격전이 시작되었다. "곰을 잡은 이"가 소총으로 불헤드를 쏘았지만 빗나갔고, 불헤드는 타탕카 이오타케의 가슴을 쏘아 맞추었다. 다른 인디언 요원 창크피 두타(Čhaŋȟpí Dúta, 붉은 도끼)가 타탕카 이오타케를 쏘았고 머리에 총상을 입혔다. 타탕카 이오타케는 정오에서 오후 1시 사이에 숨을 거두었다.
짧은 순간 일어난 총격전에서 여섯 명의 경관이 목숨을 잃었고, 더 많은 수가 중상을 입은 뒤 사망하였다. 라코타족은 타탕카 이오타케와 일곱 명이 죽었고, 말 두 마리가 죽었다. 타탕카 이오타케는 죽은 몸으로 예이츠 요새로 압송되었고 그곳에 묻혔다. 무덤에는 작은 표지석이 세워졌다.
1953년 라코타의 유족들은 타탕카 이오타케의 옛 무덤에서 유구를 찾아 사우스다코다주의 모브리지로 이장하였다. 기록은 없지만 가족 사이에서 구전되기로는 그가 태어난 곳이었다. 이장된 무덤에 기념비가 세워졌다.

## 기념
- 타탕카 이오타케가 죽은 뒤 그가 살던 오두막은 1893년 시카고 박람회로 옮겨져 전시되었다. 아메리카 원주민 춤추는 사람이 박람회 기간 동안 그 앞에서 공연을 하였다.[66]
- 1989년 9월 14일 미국 우정청은 위대한 미국인 시리즈로 타탕카 이오타케를 실은 28 센트 우표를 발행하였다.[67]
- 1996년 3월 6일 스탠딩락 컬리지는 타탕카 이오타케를 기려 이름을 시팅 불 컬리지로 개명하였다. 이 대학교는 노스다코타와 사우스다코타에 걸친 스탠딩락 지역의 아메리카 원주민에게 고등교육을 제공하고 있다.[68]

## 관련 저서
- Bill Yenne, 《Sitting Bull》, Westholme Pub Llc, 2008년 04월 28일
- Ernie LaPointe(타탕가 이요타케의 증손자), 《Sitting Bull: His Life and Legacy》, Gibbs Smith, 2009년 9월 15일(양장판)/2021년 4월 20일(보급판)

## 같이 보기
- 미국 인디언 전쟁
- 수족

## 참고 문헌
- Documentary: Sitting Bull: A Stone in My Heart , 82 minutes
- Bailey, John W. Pacifying the Plains: General Alfred Terry and the Decline of the Sioux, 1866–1890.  Westport, Conn.: Greenwood Press, 1979.
- Barker, Barbara. "Imre Kiralfy's Patriotic Spectacles: "Columbus, and the Discovery of America" (1892–1893) and "America" (1893)." Dance Chronicle.  Vol. 17, no. 2 (1994).
- Greene, Jerome A., ed. Lakota and Cheyenne: Indian Views of the Great Sioux War, 1876–1877. Norman, Okla.: University of Oklahoma Press, 1994.
- Lazarus, Edward. Black Hills White Justice: The Sioux Nation versus the United States, 1775 to the Present.  New York: HarperCollins, 1991.
- Matteoni, Norman E. Prairie Man: The Struggle between Sitting Bull and Indian Agent James McLaughlin. Guilford, Conn., 2015
- McLaughlin, James. Account of the Death of Sitting Bull and of the Circumstances Attending It 보관됨 2017-09-01 - 웨이백 머신. Philadelphia, 1891.
- Mooney, James. (Abridged version) The Ghost-Dance Religion and the Sioux Outbreak of 1890.  Originally published as Part 2 of the Fourteenth Annual Report of the Bureau of Ethnology to the Secretary of the Smithsonian Institution, 1892–93, Washington: GPO, 1896. Abridged version publication information: Edited by Anthony F. C. Wallace. Chicago: University of Chicago Press, 1965.
- "Sitting Bull Rises Again – Two Indians Deny Bones of Chief Were Taken to South Dakota." The New York Times. December 19, 1953.
- Prairie Public Radio. Dakota Datebook.  September 3, 2004.
- United States Postal Service, Postal Service Listing of American Indian Stamps.
- Utley, Robert M. The Lance and the Shield: The Life and Times of Sitting Bull.  1st ed. New York: Henry Holt and Company, 1993.
- Utley, Robert M. Frontier Regulars: The United States Army and the Indian, 1866–1891.  New York: Macmillan Publishers, 1973.
- Standing Bear, Luther. (Reprint) My People the Sioux.  Lincoln: University of Nebraska Press, 1975.
- Ullrich, Jan New Lakota Dictionary.  Lakota Language Consortium, 2008.

## 더 읽어 보기
- Nelson, Paul D., A shady Pair' and an 'attempt on his life' – Sitting Bull and His 1884 visit to St. Paul", Ramsey County History Quarterly V38 #1, Ramsey County Historical Society, St Paul, MN, 2003.
- Adams, Alexander B. Sitting Bull: An Epic of the Plains. New York: G. P. Putnam's Sons, 1973.
- Brown, Dee. Bury My Heart at Wounded Knee: An Indian History of the American West. New York: Henry Holt and Company|Holt, Rinehart and Winston, 1970.

브라운 디, 《나를 운디드니에 묻어주오》, 나무심는사람, ISBN 9788988739228
- DeWall, Robb. The Saga of Sitting Bull's Bones: The Unusual Story Behind Sculptor Korczak Ziolkowski's Memorial to Chief Sitting Bull. Crazy Horse, S.D.: Korczak's Heritage, 1984.
- Manzione, Joseph. "I Am Looking to the North for My Life": Sitting Bull: 1876–1881. Salt Lake City: University of Utah Press, 1991.
- Newson, Thomas McLean. Thrilling scenes among the Indians, with a graphic description of Custer's last fight with Sitting Bull. Chicago: Belford, Clarke and Co., 1884.
- "Confirmation of the Disaster." The New York Times. July 7, 1876.
- "The Death of Sitting Bull." The New York Times. December 17, 1890.
- "The Last of Sitting Bull." The New York Times. December 16, 1890.
- Marcus Albert Reno|Reno, Marcus Albert. The official record of a court of inquiry convened at Chicago, Illinois, January 13, 1879, by the President of the United States upon the request of Major Marcus A. Reno, 7th U.S. Cavalry, to investigate his conduct at the Battle of the Little Big Horn, June 25–26, 1876. (Reprint online) Pacific Palisades, Calif.: 1951.
- Sifakis, Stewart. Who's Who In The Civil War. New York: Facts on File Publishing, 1988.
- Urwin, Gregory. Custer Victorious: The Civil War Battles of General George Armstrong Custer. Lincoln, Neb.: Univ. of Nebraska Press, 1990.
- Utley, Robert M. The Last Days of the Sioux Nation. New Haven, Conn.: Yale University Press, 1963.
- Utley, Robert M. Sitting Bull: The Life and Times of an American Patriot
- Yenne, Bill. "Sitting Bull." Yardley, PA: Westholme, 2008.
- Vestal, Stanley. Sitting Bull: Champion of the Sioux, a Biography. New York: Houghton Mifflin Co., 1932.